# Oakeshott-Maler

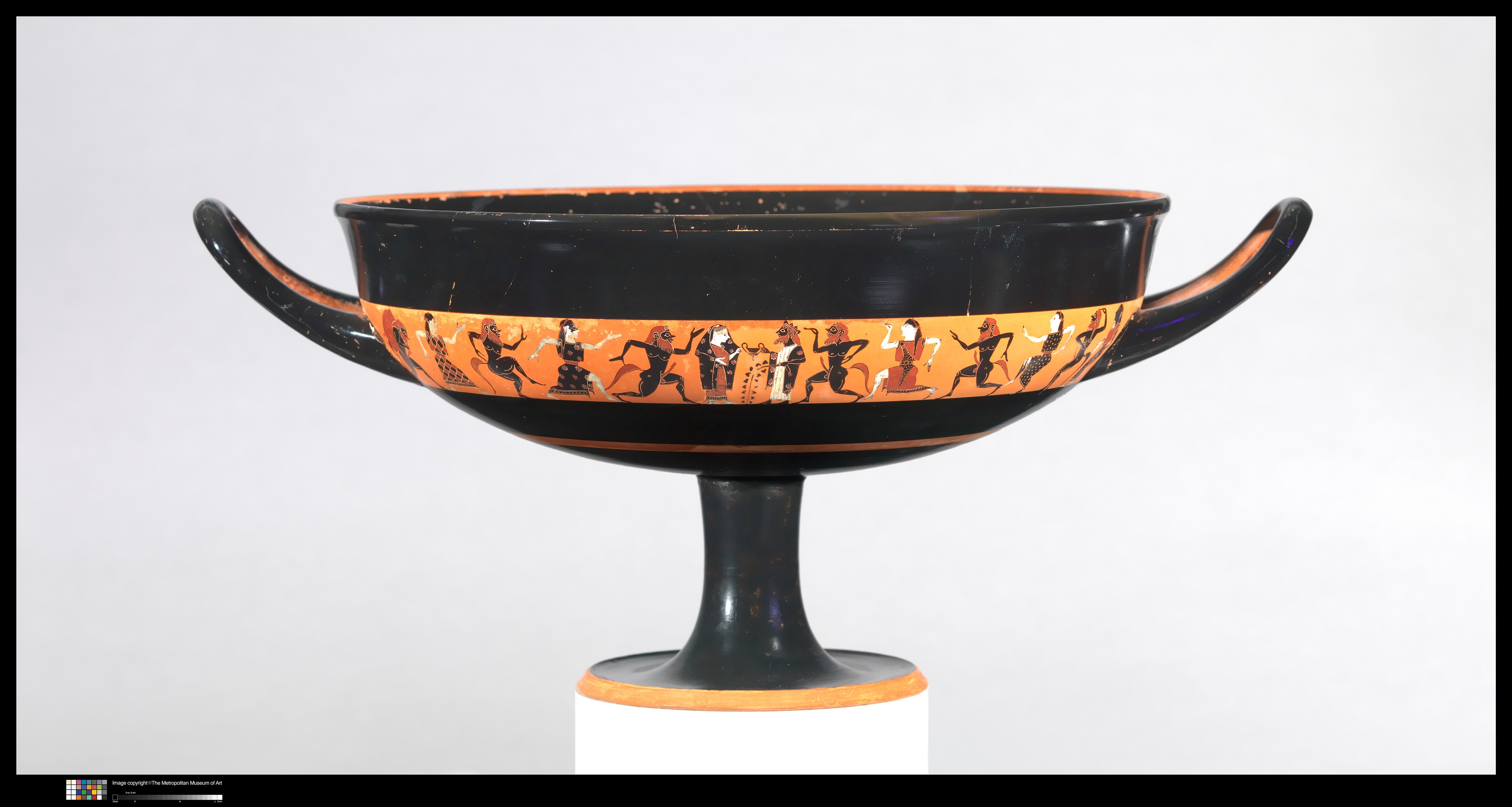
New Yorker Bandschale mit der Darstellung von Hephaistos, Dionysos, Ariadne sowie Mänaden und Satyrn.

Der Oakeshott-Maler war ein attisch-schwarzfiguriger Vasenmaler, tätig in Athen um 550 bis 535 v. Chr.
Er gehört zu den Kleinmeistern. Er erhielt seinen Notnamen von John D. Beazley nach Walter und Noël Oakeshott, den ehemaligen Besitzern einer Schale, die sich heute in Oxford befindet. Bekannt sind zwei vielfigurige Bandschalen – eine mit Tieren, die andere mit dionysischen Szenen – und eine Randschale, die nur im Inneren bemalt ist.

## Werke
Dem Oakeshott-Maler können folgende ganze beziehungsweise fragmentierte Kleinmeister-Schalen zugeschrieben werden:
- Boston (MA), Museum of Fine Arts
  - 69.1052
- Frankfurt, Liebieghaus
  - 528
- New York, Metropolitan Museum of Art
  - 17.230.5
- Oxford, Ashmolean Museum
  - 1966.941 • 1972.162
- Vathy (Samos), Museum, aus dem Heraion von Samos
  - K 2599 • K 6791 • K 6925

Weitere Werke werden seinem Umkreis beziehungsweise seiner Art zugewiesen.